# Sous-matrice
 (février 2023).
Si vous disposez d'ouvrages ou d'articles de référence ou si vous connaissez des sites web de qualité traitant du thème abordé ici, merci de compléter l'article en donnant les références utiles à sa vérifiabilité et en les liant à la section « Notes et références ».
Une sous-matrice est une matrice obtenue à partir d'une matrice en ne gardant que certaines lignes ou colonnes.
Par exemple
{\displaystyle A={\begin{pmatrix}a_{11}&a_{12}&a_{13}&a_{14}\\a_{21}&a_{22}&a_{23}&a_{24}\\a_{31}&a_{32}&a_{33}&a_{34}\end{pmatrix}}}
Alors
{\displaystyle A_{\{1,2\}\{1,3,4\}}={\begin{pmatrix}a_{11}&a_{13}&a_{14}\\a_{21}&a_{23}&a_{24}\end{pmatrix}}}
est une sous-matrice de A constituée des lignes 1 et 2, et des colonnes 1,3 et 4. Nous pouvons dire aussi que cette sous-matrice est formée en supprimant la ligne 3 et la colonne 2.
Il n'y a pas de notation normalisée pour désigner une sous-matrice - aussi les conventions de notations seront toujours précisées.